# Elton John: Never Too Late
Elton John: Never Too Late é um documentário de 2024, dirigido por RJ Cutler e David Furnish. Uma coprodução da Disney Branded Television e da Rocket Entertainment, o filme retrata Elton John em sua turnê de shows Farewell Yellow Brick Road, integrando também cenas históricas de apresentações, trechos de seus diários particulares e imagens pessoais de sua vida familiar nos bastidores.
O filme teve sua estreia mundial no Festival Internacional de Cinema de Toronto em 6 de setembro de 2024 e terá um lançamento limitado nos cinemas dos Estados Unidos e do Reino Unido em 15 de novembro de 2024 antes de ser transmitido no Disney+ em 13 de dezembro de 2024.

## Produção
A produção do filme foi anunciada para 2022, originalmente com o título provisório Goodbye Yellow Brick Road: The Final Elton John Performances and the Years That Made His Legend. A Disney adquiriu os direitos do filme por 30 milhões de dólares.

## Lançamento
O filme estreou no Festival Internacional de Cinema de Toronto em 6 de setembro de 2024 e terá um lançamento limitado nos cinemas dos Estados Unidos e do Reino Unido em 15 de novembro de 2024 antes de ser transmitido no Disney+ em 13 de dezembro de 2024.